# Rio Corogea
O Rio Corogea é um rio da Romênia, afluente do Prut, localizado no distrito de Botoşani.